# Крещатый нимб

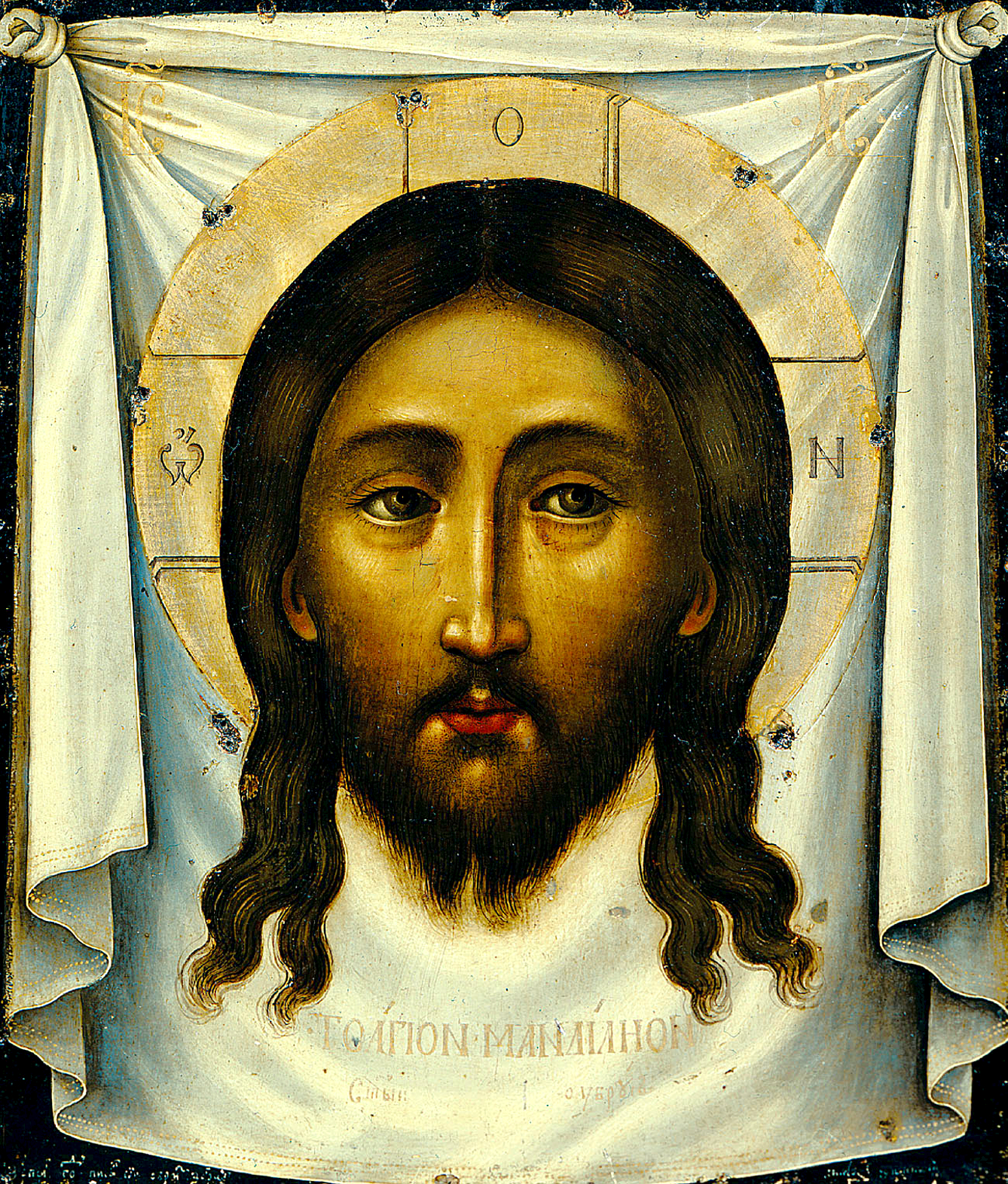
Спас Нерукотворный. Симон Ушаков. 1658 год

Креща́тый нимб (крестчатый нимб, крестовый нимб) — разновидность круглого нимба, внутри которого помещён крест и иногда греческие буквы: ΟΩΝ (Сущий), где омикрон в данном случае является артиклем мужского рода, а омега с ню образуют, собственно, само слово «Сущий», «Сый» — причастие от глагола бꙑти. Надпись встречается и в варианте на церковнославянском языке, в котором греческие буквы заменяются схожими на них славянскими — ѺѾН (О-От-Н) — и принимают иной порядок расположения.
Используется в православной иконографии Иисуса Христа как Его отличительный признак. Круглая форма нимба символизирует вечное существование Бога-Сына, а крест, помещённый внутри надглавного сияния, — Его крестные страдания.
Изображения Христа с крестчатым нимбом встречаются с V века в византийских храмах.